# Ван Пелт, Эрнест
Эрне́ст Э́двин Ван Пелт (англ. Ernest Van Pelt; 31 марта 1883 — 1 июля 1961) — американский киноактёр, известный своим участием в фильмах Чарли Чаплина и Брончо Билли Андерсона.

## Биография
Родился 31 марта 1883 года в Канзасе, США.
Был актёром и ассистентом режиссёра на киностудии «Essanay». В период с 1914 по 1935 год сыграл в 44 фильмах, в том числе в пяти фильмах Чарли Чаплина, а также ряде фильмов Брончо Билли Андерсона и Роя Клементса. Амплуа Эрнеста Ван Пелта — преимущественно нейтральные персонажи или дворяне, реже — люди из народа.
С 1925 по 1926 год занимался кинопродюсированием, вместе с Алем Уилсоном создал продюсерскую киностудию «Van Pelt-Wilson Productions», которая выпустила всего два фильма. В 1927 году как режиссёр поставил фильм «Мстительные фанаты» (англ. Avenging Fans).
Умер 1 июля 1961 года в Лос-Анджелесе, штат Калифорния, США.

## Избранная фильмография
- 1915 — Чемпион — Спайк Дюган, боксёр
- 1915 — В парке — продавец сосисок
- 1915 — Бегство в автомобиле — отец Эдны
- 1915 — Бродяга — фермер
- 1915 — У моря — полицейский